# Línea 196 (Interurbanos Madrid)
La línea 196 de la red de autobuses interurbanos de Madrid une la terminal subterránea de autobuses del Intercambiador de Plaza de Castilla con La Acebeda.

## Características
Esta línea une Madrid con La Acebeda en 2 h y 30 aproximadamente, efectuando parada en multitud de municipios de la Sierra Norte de Madrid. Sólo circula los sábados laborables, domingos y festivos, quedando su recorrido cubierto de lunes a viernes laborables por las líneas micro 191B, 191C y 191E, enlazadas en Buitrago del Lozoya con la 191. Con una frecuencia semanal de únicamente dos servicios por sentido (exceptuando festivos), se trata de la línea con menor frecuencia de todo el CRTM, superando incluso a las líneas 260 y 666 (cinco servicios semanales por sentido salvo existencia de festivos, de lunes a viernes laborables).
La línea presenta un transbordo tanto a la ida como a la vuelta, al llegar a la terminal de autobuses de Buitrago del Lozoya en la parada 21130 a la ida, y en la parada 12545 a la vuelta. Esto se debe a que las localidades por las que discurre la línea entre Buitrago del Lozoya y La Acebeda contienen carreteras demasiado estrechas para que el autobús habitual que sale desde Madrid pueda circular, además de imposibilitar el giro del mismo al llegar a La Acebeda. Es por eso que los viajeros con destinos al norte de Buitrago del Lozoya a la ida deberán hacer transbordo y esperar a que el conductor haga el cambio a un autobús pequeño; y los viajeros con destinos al sur de Buitrago del Lozoya a la vuelta deberán hacer transbordo y esperar a que el conductor haga el cambio a un autobús grande.
No es necesario abonar un billete al hacer el transbordo (ni a la ida ni a la vuelta) en caso de que el viajero ya lo haya adquirido previamente con sus paradas origen y destino adecuadas, ya que el usuario seguirá viajando en la misma línea. Bastará con enseñar el billete adquirido previamente y debido a que muy pocos usuarios viajan entre Buitrago del Lozoya y La Acebeda el conductor recordará que esos viajeros ya habían abonado el billete antes del transbordo.
El servicio llega desde Madrid a Buitrago del Lozoya aproximadamente a las 10:55, y el transbordo saldrá a las 11:30 hacia La Acebeda. El conductor deberá cambiar al microbús que puede encontrarse ya en Buitrago del Lozoya o deberá ir a hacer el cambio a las cocheras situadas en la gasolinera BP del cruce de La Serna del Monte en el km. 79 de la A-1.
Al contrario que a la ida, a la vuelta la línea entra en el municipio de Pedrezuela.
Hasta el 15 de marzo del 2016 existía una parada en el km. 36 de la A-1, y otra de vuelta, (códigos 11492 y 11493), dando servicio al restaurante Las Moreras, situado en el término municipal de El Molar en la corona tarifaria C1.
Junto con las líneas 194 y 195 se encuentra entre las líneas interurbanas con el itinerario estándar más largo de todas las que opera el CRTM (sin contar aquellas líneas con expediciones singulares con recorridos prolongados más largos que las expediciones estándar).
Siguiendo la numeración de líneas del CRTM, las líneas que circulan por el corredor 1 son aquellas que dan servicio a los municipios situados en torno a la A-1 y comienzan con un 1. Aquellas numeradas dentro de la decena 190 corresponden a aquellas que circulan por la Sierra Norte de Madrid.
La línea mantiene los mismos horarios todo el año (exceptuando las vísperas de festivo y festivos de Navidad).
Está operada por la empresa ALSA mediante la concesión administrativa VCM-103 - Madrid - Buitrago - Rascafría (Viajeros Comunidad de Madrid) del Consorcio Regional de Transportes de Madrid.

### Curiosidades
Entre las curiosidades y peculiaridades de la línea se incluyen las siguientes:
- No se permite la circulación con viajeros de pie saliendo de los túneles del Intercambiador de Plaza de Castilla (aunque sí a la vuelta). Los autobuses no podrán cargar más viajeros si se ha llenado el número máximo de plazas autorizadas con asiento, en cambio, al llegar a la parada 3253 - Paseo de la Castellana - Hospital La Paz sí que podrán recoger a viajeros de pie. Esta restricción aplica a todas las líneas bajo la concesión VCM-103, pero no a aquellas de las concesiones VCM-101, VCM-701 ni VCM-702.
- La línea tiene una longitud superior a 50 km., distancia a partir de la cual el Artículo 3 a) del Reglamento de la Comisión Europea 561/2006 exige la utilización de un tacógrafo y respetar los tiempos de conducción y descanso. Esto significa que en caso de que un servicio llegue retrasado al siguiente, no podrá cumplir el horario programado y deberá esperar hasta cumplir el descanso establecido antes de volver a conducir. Esta restricción aplica a todas las líneas bajo la concesión VCM-103, que a pesar de que algunas cuenten con recorridos inferiores a los 50 km. (por ejemplo la línea 193 y algunos servicios de la línea 197) los conductores dentro de un mismo turno en un día de trabajo realizan servicios de todas ellas, necesitando así el uso del tacógrafo. En caso de existir una retención que cause al conductor exceder sus tiempos de conducción establecidos, no incurrirá en sanción al encontrarse el vehículo retenido por causas del tráfico, o podrá justificar el motivo del exceso a la Dirección General de Tráfico. En caso de una restricción de tráfico de grandes proporciones, se reorganizarán los turnos de los conductores alterando sus servicios previstos para cubrir aquellos que se han visto afectados por las retenciones. Este cambio es invisible a los usuarios puesto que solo afecta a un cambio de turno de conductores.
- No se permite la circulación con viajeros de pie al norte de San Agustín del Guadalix. El artículo 48 b) del Reglamento General de Circulación establece la velocidad máxima de circulación fuera de poblado con viajeros de pie en 80 km/h y dado que al norte de San Agustín del Guadalix se circula por la autovía A-1 en la que la velocidad máxima para los autobuses es 100 km/h se aplica esta restricción. Técnicamente existe un tramo entre las urbanizaciones Ciudalcampo y Santo Domingo hasta San Agustín del Guadalix en el que se circula brevemente por la autovía A-1 pero la Dirección General de Tráfico permite la excepción hasta llegar a San Agustín del Guadalix. Dado que el resto de la línea se realiza por la vía de servicio de la A-1 sí se permite los viajeros de pie en esos trayectos. Algunas comunidades autónomas permiten la circulación con viajeros de pie en viajes de menos de 35 km. Entre las situaciones que causa esta restricción, podría darse el caso en el que viajeros con destino Madrid no puedan montarse en el autobús de pie y se les deniegue la entrada, pero al llegar a San Agustín del Guadalix pueda permitir la subida de viajeros hasta cumplir el número máximo de plazas autorizadas del vehículo. También se podría dar el caso en el que los viajeros procedentes de Madrid no se les permita continuar el viaje si van de pie al llegar a San Agustín del Guadalix y verse obligados a abandonar el autobús y esperar al siguiente que permita viajeros sentados.
- Los domingos y festivos, en caso de que la línea llegue antes de las 20:00 a Pedrezuela, se detendrá y reanudará su viaje a las 20:00.

## Horarios
| Sábados laborables    | Sábados laborables    | Domingos y festivos   | Domingos y festivos   |
| Madrid > Buitrago     | Buitrago > La Acebeda | Madrid > Buitrago     | Buitrago > La Acebeda |
| 09:05                 | 11:30                 | 09:05                 | 11:30                 |
| La Acebeda > Buitrago | Buitrago > Madrid     | La Acebeda > Buitrago | Buitrago > Madrid     |
| 12:00                 | 13:00                 | 18:00                 | 19:00                 |

1. 1 2  Llegada a las 10:55 aproximadamente, transbordo necesario para continuar a La Acebeda
2. 1 2  Transbordo necesario para continuar a Madrid
3. ↑  Por Pedrezuela
4. ↑  Por Pedrezuela, si llega a Pedrezuela antes de las 20:00 esperará a salir a las 20:00

## Recorrido y paradas

Esquema de dársenas del intercambiador subterráneo de Plaza de Castilla

### Sentido La Acebeda
La línea inicia su recorrido en el intercambiador subterráneo de Plaza de Castilla, en la dársena 35, en este punto se establece correspondencia con todas las líneas de los corredores 1 y 7 con cabecera en el intercambiador de Plaza de Castilla. En la superficie efectúan parada varias líneas urbanas con las que tiene correspondencia, y a través de pasillos subterráneos enlaza con las líneas 1, 9 y 10 del Metro de Madrid.
Tras abandonar los túneles del intercambiador subterráneo, la línea sale al paseo de la Castellana, donde tiene una primera parada frente al Hospital La Paz (subida de viajeros). A partir de aquí sale por la M-30 hasta el nudo de Manoteras y toma la A-1.
La línea circula por la A-1 hasta la salida de Alcobendas, donde circula por la avenida Olímpica (1 parada para la subida de viajeros), la calle de Francisca Delgado y el bulevar de Salvador Allende, de igual manera que circula después por el paseo de Europa de San Sebastián de los Reyes con 6 paradas para la subida de viajeros (sólo se permite el descenso de viajeros en la parada 06693 - Paseo de Europa - Calle de María Santos Colmenar).
El objetivo de restringir las paradas del casco urbano de Alcobendas y San Sebastián de los Reyes a sólo permitir la subida de viajeros se debe a que esas zonas que recorre esta línea ya están cubiertas por Metro y otras líneas interurbanas con cabecera en el Intercambiador de Plaza de Castilla que tienen mucha mayor frecuencia y colapsarían la línea 196 para realizar trayectos muy cortos. De esta forma se evita que las expediciones de esta línea vayan llenas y no puedan recoger a los viajeros con destinos mucho más alejados de Madrid cuya única opción sea la línea 196 y un trayecto de 2h.
Al final del paseo de Europa sale a la N-1 y posteriormente a la A-1, por la que prosigue su recorrido con algunas paradas junto a las urbanizaciones y zonas industriales de la autovía situadas entre San Sebastián de los Reyes y San Agustín del Guadalix (7 paradas).
La línea entra y sale de la Autovía del Norte para dar servicio a los cascos urbanos de San Agustín del Guadalix (4 paradas) y El Molar (3 paradas), teniendo después una parada junto a la desviación de El Vellón.
De nuevo entra y sale de la A-1 para dar servicio a los cascos urbanos de Venturada (2 paradas), Cabanillas de la Sierra (3 paradas), La Cabrera (4 paradas). Al final de La Cabrera, toma la carretera M-127 hasta El Berrueco (2 paradas), de donde sale por la carretera M-131 en dirección a Sieteiglesias (1 parada) y Lozoyuela (5 paradas). Desde esta última localidad sale por la carretera M-135 en dirección a Cincovillas (1 parada) y Mangirón (3 paradas). Sale de Mangirón por la carretera M-126 hacia Buitrago del Lozoya (4 paradas), teniendo su transbordo en la terminal de autobuses de la avenida de Madrid.
Saliendo de este municipio por la N-1 hasta la Venta de Mea y Calcetas, donde toma la carretera M-137 en dirección a Gandullas (1 parada) y la carretera M-132 a Piñuécar (1 parada). Retoma la carretera M-137 y se desvía hacia la carretera M-143 en dirección a Madarcos (1 parada) y la carretera M-141 hacia Horcajo de la Sierra (1 parada). Se dirige hacia el sur por la carretera M-136 de Aoslos (2 paradas), desde la que se dirige a La Acebeda (2 paradas) cruzando por el puente de la A1 en el km. 83 y tomando la carretera M-978.
| Código                                           | Zona | Localidad                  | Denominación                                                           | Ubicación                                        | Líneas de la parada | Metro                  |
| ------------------------------------------------ | ---- | -------------------------- | ---------------------------------------------------------------------- | ------------------------------------------------ | --- | ---------------------- |
| 17470F                                           |      | Madrid                     | Intercambiador de Plaza de Castilla - Dársena 35                       | Avenida de Asturias Nº2                          | 194 195 196 Ocasionalmente cuando hay 2 o más expediciones de la línea 193 con la misma hora de salida se utilizará esta dársena si no existe un servicio de las líneas mencionadas a la misma hora. | Plaza de Castilla      |
| 3253                                             |      | Madrid                     | Paseo de la Castellana - Hospital La Paz                               | Paseo de la Castellana Nº304 - Acceso Nudo Norte | 173 174 176 151 152C 153 154C 155 155B 156 157 157C 159 161 171 181 182 183 184 185 191193194195196197N101 N102 N103 N104                                                                            | Begoña                 |
| 06692                                            |      | Alcobendas                 | Avenida Olímpica - Pabellón deportivo                                  | Avenida Olímpica Nº5                             | 151 152C 153 154 154C 156 158 161 171 181 182 183 191193194195196197N103 N104VAC-242 |                        |
| 15192                                            |      | San Sebastián de los Reyes | Paseo de Europa - Avenida del Juncal                                   | Paseo de Europa Nº26                             | 152C 154 156 161 180 181 182 183 191193194195196197N103 N1044 7 |                        |
| 06693                                            |      | San Sebastián de los Reyes | Paseo de Europa - Calle de María Santos Colmenar                       | Paseo de Europa S/N.º                            | 152C 154 156 161 180 181 182 183 191 193 194 195 196 197 N103 N104 VAC-2424 7 |                        |
| 12421                                            |      | San Sebastián de los Reyes | Paseo de Europa - Avenida de los Montes de Oca                         | Paseo de Europa Nº14                             | 171 180 181 182 183 191193194195196197N103 N104 |                        |
| 11402                                            |      | San Sebastián de los Reyes | Paseo de Europa - Glorieta de Antoni Gaudí                             | Paseo de Europa Nº7                              | 171 180 181 182 183 191193194195196197N103 N104 |                        |
| 17474                                            |      | San Sebastián de los Reyes | Paseo de Europa - Hospital Infanta Sofía                               | Paseo de Europa Nº11                             | 152C 161 166 171 180 181 182 183 191193194195196197210 N103 N104 | Hospital Infanta Sofía |
| 16437                                            |      | San Sebastián de los Reyes | Carretera Antigua de Burgos - Centro Comercial Alegra                  | N-1 km. 19,9                                     | 161 166 171 180 181 182 183 185 191193194195196197210 N103 N104 |                        |
| 06697                                            |      | San Sebastián de los Reyes | Carretera A-1 - Urbanización Fuente del Fresno                         | N-1 km. 23,4                                     | 166 171 191 193 194 195 196 N104 |                        |
| 06700                                            |      | San Sebastián de los Reyes | Carretera A-1 - Circuito del Jarama                                    | N-1 km. 26                                       | 171 191 193 194 195 196 N104 |                        |
| 06701                                            |      | Colmenar Viejo             | Carretera A-1 - Urbanización Ciudalcampo                               | N-1 km. 28,3                                     | 166 191 193 194 195 196 N104 |                        |
| 06703                                            |      | Colmenar Viejo             | Carretera A-1 - Urbanización Valdelagua                                | N-1 km. 30,8                                     | 191 193 194 195 196 N104 |                        |
| 15988                                            |      | San Agustín del Guadalix   | Carretera A-1 - Calle La Lobera                                        | N-1 km. 31                                       | 191 193 194 195 196 N104 |                        |
| 11184                                            |      | San Agustín del Guadalix   | Carretera A-1 - Polígono industrial Sur San Agustín del Guadalix       | N-1 km. 31,7                                     | 191 193 194 195 196 N104 |                        |
| 15990                                            |      | San Agustín del Guadalix   | Carretera A-1 - Calle Salguerilla                                      | N-1 km. 32,1                                     | 191 193 194 195 196 N104 |                        |
| 12097                                            |      | San Agustín del Guadalix   | Avenida de Madrid - Urbanización Residencial Guadalix                  | Avenida de Madrid Nº3                            | 191 193 194 195 196 727 N104 |                        |
| 06704                                            |      | San Agustín del Guadalix   | Avenida de Madrid - Parque Príncipe Felipe                             | Avenida de Madrid Nº37                           | 191 193 194 195 196 727 N104 |                        |
| 18361                                            |      | San Agustín del Guadalix   | Avenida de Madrid - Avenida del Alcalde Lorenzo Ginés Brandín          | Avenida de Madrid Nº32                           | 191 193 194 195 196 727N104 |                        |
| 09848                                            |      | San Agustín del Guadalix   | Avenida de Madrid - Polígono industrial Norte San Agustín del Guadalix | Polígono las Cabezas Nº3                         | 191 193 194 195 196 N104 |                        |
| 17975                                            |      | El Molar                   | Carretera A-1 - Camino Viejo de Francia                                | N-1 km. 39,1                                     | 191 193 194 195 196 N104 |                        |
| 10329                                            |      | El Molar                   | Plaza Mayor - Ayuntamiento                                             | Plaza Mayor S/N.º                                | 191 193 194 195 196 N104 VAC-242 |                        |
| 09648                                            |      | El Molar                   | Avenida de España - Calle del Almirante Martel                         | Avenida de España Nº73                           | 191 193 193A 194 195 196 197D N104 |                        |
| 17974                                            |      | Pedrezuela                 | Carretera A-1 - Cruce de El Vellón                                     | A-1 km. 47                                       | 191 193 193A 194 195 196 197D N104 |                        |
| 10340                                            |      | Venturada                  | Venturada - Carretera de Irún                                          | Carretera de Irún Nº10                           | 191 193 193A 194 195 196 197C N104 VAC-242 |                        |
| 11294                                            |      | Venturada                  | Venturada - Urbanización Tolle Lege                                    | N-1 km. 52,2                                     | 191 193 194 195 196 N104 |                        |
| 11544                                            |      | Cabanillas de la Sierra    | Cabanillas de la Sierra - Urbanización Los Barrancos                   | Calle Real Nº54                                  | 191 193 194 195 196 |                        |
| 10343                                            |      | Cabanillas de la Sierra    | Cabanillas de la Sierra - Calle Real                                   | Calle Real Nº78                                  | 191 193 194 195 196 |                        |
| 11543                                            |      | Cabanillas de la Sierra    | Cabanillas de la Sierra - Carretera Antigua N-1                        | N-1 km. 54,1                                     | 191 193 194 195 196 |                        |
| 11995                                            |      | La Cabrera                 | Avenida de La Cabrera - Carretera de Valdemanco                        | Avenida de La Cabrera Nº8                        | 191 193 194 195 196 197B 197C725 |                        |
| 10346                                            |      | La Cabrera                 | Avenida de La Cabrera - Calle de Luis Fernández Urosa                  | Avenida de La Cabrera Nº28                       | 191 193 194 195 196 197B VAC-242 |                        |
| 11996                                            |      | La Cabrera                 | Avenida de La Cabrera - Calle del Pico de la Miel                      | Avenida de La Cabrera Nº80                       | 191 193 194 195 196 197B |                        |
| 15941                                            |      | La Cabrera                 | Avenida de La Cabrera - Residencia                                     | Avenida de La Cabrera Nº98                       | 191 193194 195 196 197B |                        |
| 11202                                            |      | El Berrueco                | Carretera M-127 - Urbanización Pradera del Amor                        | Carretera de El Berrueco a La Cabrera km. 14     | 191 196 197B |                        |
| 10412                                            |      | El Berrueco                | El Berrueco - Calle Real                                               | Calle Real Nº31                                  | 191 196 |                        |
| 10396                                            |      | Sieteiglesias              | Sieteiglesias - Calle Real                                             | Calle Real Nº6                                   | 191 196 |                        |
| 21162                                            |      | Sieteiglesias              | Calle Real - Camino Las Pozuelas                                       | Calle Real S/N.º                                 | 191 196 |                        |
| 11736                                            |      | Lozoyuela                  | Carretera de Torrelaguna - Guardia Civil                               | Avenida de Madrid Nº16                           | 191 194 194A 195 195A 195B 196 |                        |
| 10347                                            |      | Lozoyuela                  | Avenida de Madrid - Ayuntamiento                                       | Avenida de Madrid Nº82                           | 191 194 194A 195 195A 195B 196 VAC-242 |                        |
| 11044                                            |      | Lozoyuela                  | Avenida de Madrid - Urbanización Los Terreros                          | Avenida de Madrid Nº136                          | 191 191E 194 194A 195 195A 195B 196 |                        |
| 12018                                            |      | Lozoyuela                  | Calle de Prados Quemados - Carretera de la estación                    | Calle de Prados Quemados Nº10                    | 191 194 194A 195 195A 195B 196 |                        |
| 15994                                            |      | Lozoyuela                  | Carretera M-135 - Turina                                               | Carretera M-135 Nº14                             | 191E 196 |                        |
| 18202                                            |      | Lozoyuela                  | Carretera M-135 - Las Tomilleras                                       | Carretera M-135 Nº35                             | 191E 196 |                        |
| 10398                                            |      | Cincovillas                | Carretera M-135 - Cincovillas                                          | Plaza Mayor Nº8                                  | 191E 196 |                        |
| 18195                                            |      | Mangirón                   | Mangirón - Calle de la Cerradilla                                      | Avenida del Villar Nº2                           | 196 |                        |
| 19424                                            |      | Mangirón                   | Mangirón - Iglesia                                                     | Avenida del Villar Nº58                          | 191E 196 199A |                        |
| 18197                                            |      | Mangirón                   | Mangirón - Camino de las Eras                                          | Avenida del Villar Nº52                          | 196 |                        |
| 12547                                            |      | Buitrago del Lozoya        | Carretera de Mangirón - Avenida de Madrid                              | Carretera M-126 Nº100                            | 191D 196 199A |                        |
| 15769                                            |      | Buitrago del Lozoya        | Avenida de Madrid - Carretera de Mangirón                              | Avenida de Madrid Nº99                           | 191 191D 191E 194A 195B 196 199A |                        |
| 12546                                            |      | Buitrago del Lozoya        | Avenida de Madrid - Centro de Estudios                                 | Avenida de Madrid Nº39                           | 191 191D 191E 194A 195B 196 199A |                        |
| 21130                                            |      | Buitrago del Lozoya        | Avenida de Madrid - Calle Real                                         | Avenida de Madrid Nº13                           | 191 191A 191B 195B 196 VAC-157VAC-242 |                        |
| Transbordo necesario para continuar a La Acebeda |      |                            |                                                                        |                                                  | |                        |
| 21130                                            |      | Buitrago del Lozoya        | Avenida de Madrid - Calle Real                                         | Avenida de Madrid Nº10                           | 191 191A 191B 195B 196 VAC-157VAC-242 |                        |
| 10401                                            |      | Gandullas                  | Gandullas - Plaza de la Sierra                                         | Calle de la carretera Montejo-Buitrago Nº8       | 191C 196 199A 911 912 |                        |
| 12564                                            |      | Piñuécar                   | Piñuécar - Plaza Mayor                                                 | Calle carretera Nº21                             | 191B 196 |                        |
| 10404                                            |      | Madarcos                   | Madarcos - Travesía de San Mateo                                       | Travesía de San Mateo Nº5                        | 191B 196 |                        |
| 10406                                            |      | Horcajo de la Sierra       | Horcajo de la Sierra - Calle Carretas                                  | Carretera M-141 Nº48                             | 191B 196 |                        |
| 12879                                            |      | Aoslos                     | Carretera M-136 - El Lomo                                              | Carretera M-136 (Horcajo-Aoslos) km. 2,6         | 191B 196 |                        |
| 10408                                            |      | Aoslos                     | Aoslos - Calle Real                                                    | Calle Real Nº128                                 | 191B 196 |                        |
| 18194                                            |      | La Acebeda                 | Carretera M-978 - El Royuelo                                           | Carretera de La Acebeda km. 3,3                  | 191B 196 |                        |
| 10410                                            |      | La Acebeda                 | La Acebeda - Calle de la Plazuela                                      | Calle de la Plazuela S/N.º                       | 191B 196 |                        |

1. 1 2 3 4 5 6 7 8 9 10 11 12 13 14 15 16 17 18 19 20 21 22 23 24 25 26 27 28 29 30 31 32 33 34 35 36 37 38 39 40 41 42 43 44 45 46 47 48 49 50 51 52 53 54 55 56 57 58 59 60 61 62 63 64 65 66  Sólo permite la subida de viajeros
2. ↑  A efectos de nomenclatura, para las líneas de la EMT esta parada se llama Paseo de la Castellana - Nudo Norte
3. ↑  Técnicamente esta parada se encuentra en el término municipal de Colmenar Viejo, debido a la extensión de terreno que tiene Colmenar Viejo entre San Sebastián de los Reyes y San Agustín del Guadalix. Algunas paradas se encuentran dentro de este terreno y esta parada es una de ellas. La Urbanización Ciudalcampo pertenece al término municipal de San Sebastián de los Reyes (aunque una porción de ella al norte entra en este terreno mencionado de Colmenar Viejo).
4. ↑  Técnicamente esta parada se encuentra en el término municipal de Colmenar Viejo, debido a la extensión de terreno que tiene Colmenar Viejo entre San Sebastián de los Reyes y San Agustín del Guadalix. Algunas paradas se encuentran dentro de este terreno y esta parada es una de ellas. La Urbanización Valdelagua pertenece al término municipal de San Agustín del Guadalix.
5. 1 2 3 4  Sólo permite el descenso de viajeros

### Sentido Madrid (Plaza de Castilla)

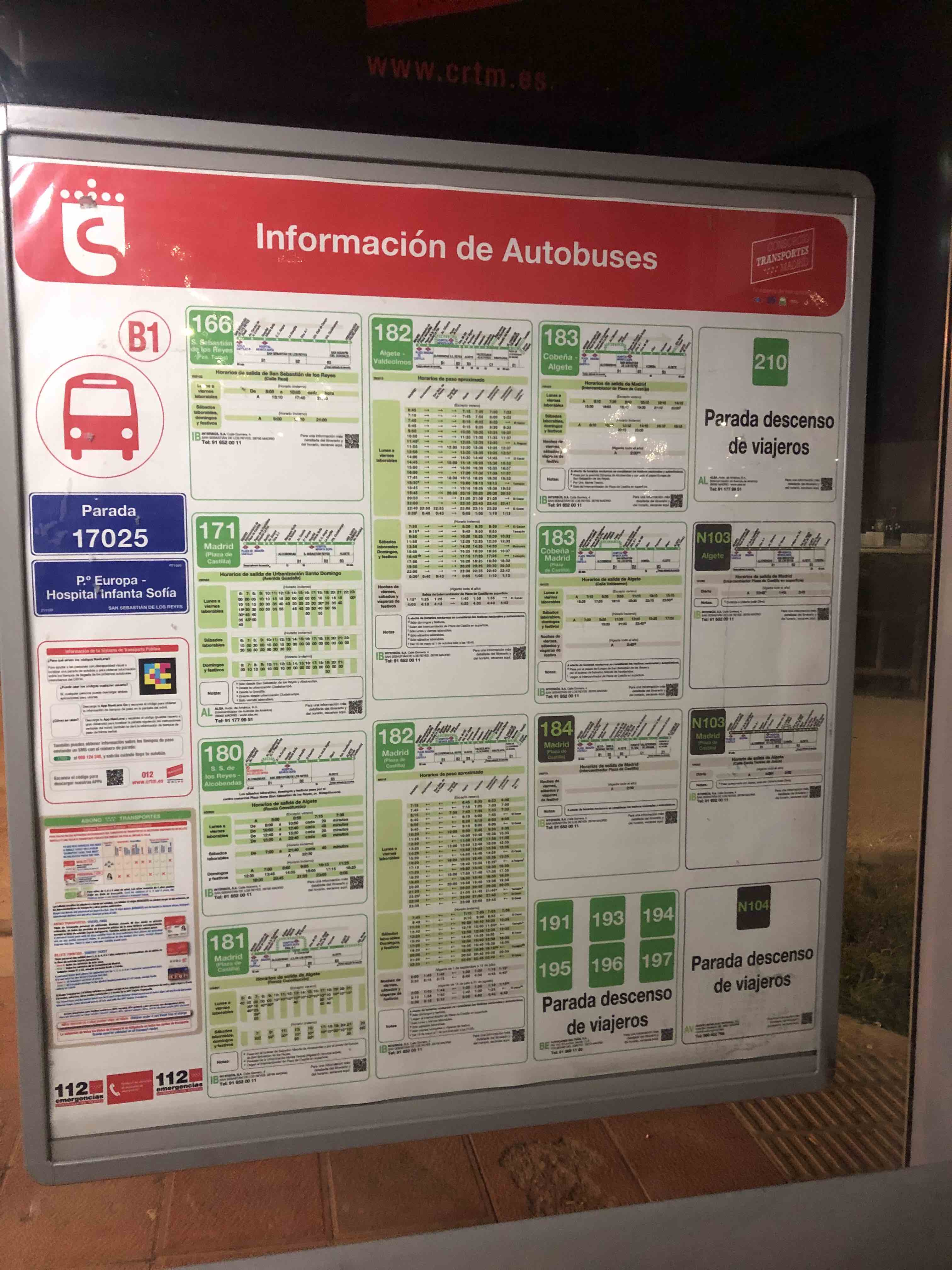
Marquesina 17025 en el Hospital Infanta Sofía (sentido sur), en la que se ve como las líneas de la Sierra Norte no permiten la subida de viajeros

El recorrido en sentido Madrid es igual al de ida pero en sentido contrario excepto en determinados puntos:
- En Buitrago del Lozoya realiza solo 3 paradas, no 4.
- La línea entra en el municipio de Pedrezuela.
- En El Molar sigue realizando 3 paradas pero todas ellas en el casco urbano, ya que la parada 17975 - Carretera A-1 - Camino Viejo de Francia no tiene pareja para las expediciones de vuelta.
- En San Agustín del Guadalix tan solo realiza una parada en el polígono industrial sur, debido a que no existe la misma vía de servicio como a la ida. Las paradas 15988 - Carretera A-1 - Calle La Lobera y 15990 - Carretera A-1 - Calle Salguerilla no tienen pareja de vuelta.
- La línea realiza 6 paradas en el paseo de Europa de San Sebastián de los Reyes, todas ellas sólo para el descenso de viajeros (sólo se permite la subida de viajeros en la parada 06751 - Paseo de Europa - Parque Picos de Olite).
- Dentro de Alcobendas, circula por el bulevar de Salvador Allende en lugar de por la avenida Olímpica, parando en un punto sólo para el descenso de viajeros.

El mismo criterio se aplica a la vuelta de la línea en las paradas del casco urbano de Alcobendas y San Sebastián de los Reyes a sólo permitir el descenso de viajeros. Debido a que esas zonas que recorre esta línea ya están cubiertas por Metro y otras líneas interurbanas con cabecera en el Intercambiador de Plaza de Castilla que tienen mucha mayor frecuencia y colapsarían la línea 196 para realizar trayectos muy cortos. De esta forma se evita que las expediciones de esta línea se llenen y aumenten el tiempo de viaje a los viajeros con orígenes mucho más alejados de Madrid cuya única opción sea la línea 196 y un trayecto de 2h.
| Código                                       | Zona | Localidad                  | Denominación                                                           | Ubicación                                     | Líneas de la parada                                                                                       | Metro                  |
| -------------------------------------------- | ---- | -------------------------- | ---------------------------------------------------------------------- | --------------------------------------------- | --- | ---------------------- |
| 10410                                        |      | La Acebeda                 | La Acebeda - Calle de la Plazuela                                      | Calle de la Plazuela S/N.º                    | 191B 196                                                                                                  |                        |
| 18193                                        |      | La Acebeda                 | Carretera M-978 - El Royuelo                                           | Carretera de La Acebeda km. 3,3               | 191B 196                                                                                                  |                        |
| 10409                                        |      | Aoslos                     | Aoslos - Calle Real                                                    | Calle Real Nº39                               | 191B 196                                                                                                  |                        |
| 12880                                        |      | Aoslos                     | Carretera M-136 - El Lomo                                              | Carretera M-136 (Horcajo-Aoslos) km. 2,8      | 191B 196                                                                                                  |                        |
| 10407                                        |      | Horcajo de la Sierra       | Horcajo de la Sierra - Calle Carretas                                  | Carretera M-141 Nº22                          | 191B 196                                                                                                  |                        |
| 10404                                        |      | Madarcos                   | Madarcos - Travesía de San Mateo                                       | Travesía de San Mateo Nº5                     | 191B 196                                                                                                  |                        |
| 12564                                        |      | Piñuécar                   | Piñuécar - Plaza Mayor                                                 | Calle carretera Nº21                          | 191B 196                                                                                                  |                        |
| 10402                                        |      | Gandullas                  | Gandullas - Plaza de la Sierra                                         | Plaza de la Sierra Nº1                        | 191C 196 199A 911 912                                                                                     |                        |
| 12545                                        |      | Buitrago del Lozoya        | Avenida de Madrid - Calle Real                                         | Avenida de Madrid Nº10                        | 191 191D 191E 194A 195A 196 VAC-157VAC-242                                                                |                        |
| Transbordo necesario para continuar a Madrid |      |                            |                                                                        |                                               | |                        |
| 12545                                        |      | Buitrago del Lozoya        | Avenida de Madrid - Calle Real                                         | Avenida de Madrid Nº10                        | 191 191D 191E 194A 195A 196 VAC-157VAC-242                                                                |                        |
| 11293                                        |      | Buitrago del Lozoya        | Avenida de Madrid - Centro de Estudios                                 | Avenida de Madrid Nº43                        | 191 191D 191E 194A 195A 196 199A                                                                          |                        |
| 12548                                        |      | Buitrago del Lozoya        | Carretera de Mangirón - Avenida de Madrid                              | Carretera M-126 Nº2                           | 191D 196 199A                                                                                             |                        |
| 18198                                        |      | Mangirón                   | Mangirón - Iglesia                                                     | Avenida del Villar Nº45                       | 196 |                        |
| 10400                                        |      | Mangirón                   | Mangirón - Iglesia                                                     | Avenida del Villar Nº25                       | 191D 191E 196 199A                                                                                        |                        |
| 18196                                        |      | Mangirón                   | Mangirón - Calle de la Cerradilla                                      | Avenida del Villar Nº3                        | 191D 196                                                                                                  |                        |
| 10399                                        |      | Cincovillas                | Carretera M-135 - Cincovillas                                          | Carretera de M-135 Lozoyuela km. 3,4          | 191E 196                                                                                                  |                        |
| 18201                                        |      | Lozoyuela                  | Carretera M-135 - Las Tomilleras                                       | Carretera M-135 Nº35                          | 191E 196                                                                                                  |                        |
| 15996                                        |      | Lozoyuela                  | Carretera M135 - Turina                                                | Carretera M-135 (Mangirón-Lozoyuela) Nº3      | 191E 196                                                                                                  |                        |
| 12019                                        |      | Lozoyuela                  | Calle de Prados Quemados - Carretera de la estación                    | Calle de Prados Quemados Nº13                 | 191 194 195 196                                                                                           |                        |
| 11045                                        |      | Lozoyuela                  | Avenida de Madrid - Urbanización Los Terreros                          | Avenida de Madrid Nº171                       | 191 191E 194 195 196                                                                                      |                        |
| 10348                                        |      | Lozoyuela                  | Avenida de Madrid - Ayuntamiento                                       | Avenida de Madrid Nº85                        | 191 194 195 196 VAC-242                                                                                   |                        |
| 11735                                        |      | Lozoyuela                  | Carretera de Torrelaguna - Guardia Civil                               | Avenida de Madrid Nº5                         | 191 194 195 196                                                                                           |                        |
| 21161                                        |      | Sieteiglesias              | Calle Real - Camino Las Pozuelas                                       | Calle Real S/N.º                              | 191 196                                                                                                   |                        |
| 10397                                        |      | Sieteiglesias              | Sieteiglesias - Calle Real                                             | Calle Real Nº9                                | 191 196                                                                                                   |                        |
| 10411                                        |      | El Berrueco                | Carretera M-138 - El Berrueco                                          | Carretera M138 Nº24                           | 191 196                                                                                                   |                        |
| 11201                                        |      | El Berrueco                | Carretera M-127 - Urbanización Pradera del Amor                        | Carretera de El Berrueco a La Cabrera km. 1,8 | 191 196 197B                                                                                              |                        |
| 15942                                        |      | La Cabrera                 | Avenida de La Cabrera - Residencia                                     | Avenida de La Cabrera Nº81                    | 191 193 194 195 196 197B                                                                                  |                        |
| 10037                                        |      | La Cabrera                 | Avenida de La Cabrera - Calle del Pico de la Miel                      | Avenida de La Cabrera Nº69                    | 191 193 194 195 196 197B                                                                                  |                        |
| 10345                                        |      | La Cabrera                 | Avenida de La Cabrera - Calle de Luis Fernández Urosa                  | Avenida de La Cabrera Nº23                    | 191 193 194 195 196 197B VAC-242                                                                          |                        |
| 10666                                        |      | La Cabrera                 | Avenida de La Cabrera - Carretera de Valdemanco                        | Avenida de La Cabrera Nº6                     | 191 193 194 195 196 197B 197C 725                                                                         |                        |
| 11542                                        |      | Cabanillas de la Sierra    | Cabanillas de la Sierra - Carretera Antigua N-1                        | Carretera Antigua de Burgos Nº8               | 191 193 194 195 196                                                                                       |                        |
| 10342                                        |      | Cabanillas de la Sierra    | Cabanillas de la Sierra - Calle Real                                   | Calle Real Nº57                               | 191 193 194 195 196 197C                                                                                  |                        |
| 11524                                        |      | Cabanillas de la Sierra    | Cabanillas de la Sierra - Urbanización Los Barrancos                   | Calle Real Nº19                               | 191 193 194 195 196 197C                                                                                  |                        |
| 11295                                        |      | Venturada                  | Venturada - Urbanización Tolle Lege                                    | N-1 km. 52                                    | 191 193 194 195 196 N104                                                                                  |                        |
| 10341                                        |      | Venturada                  | Venturada - Carretera de Irún                                          | Carretera de Irún Nº7                         | 191 193 193A 194 195 196 197C N104 VAC-242                                                                |                        |
| 16450                                        |      | Pedrezuela                 | Carretera A-1 - Cruce de El Vellón                                     | A-1 km. 47                                    | 191 193 193A 194 195 196 197D N104                                                                        |                        |
| 10336                                        |      | Pedrezuela                 | Paseo de la Ermita - Calle de las Eras del Cabrero                     | Paseo de la Ermita Nº21                       | 191 193 194 196 N104 1                                                                                    |                        |
| 12781                                        |      | Pedrezuela                 | Calle de las Eras - Avenida de Madrid                                  | Calle de las Eras Nº54                        | 191 193 194 196 N104 1                                                                                    |                        |
| 12442                                        |      | Pedrezuela                 | Calle de San Roque - Escuela de Hostelería                             | Calle de las Eras Nº100                       | 191193194196N1041                                                                                         |                        |
| 16713                                        |      | Pedrezuela                 | Calle del Cerro de San Pedro - Escuela de Hostelería                   | Calle de las Eras S/N.º                       | 191 193 194 196 N104 1                                                                                    |                        |
| 09142                                        |      | Pedrezuela                 | Calle de las Eras - Avenida de Madrid                                  | Calle de las Eras Nº29                        | 191 193 196 N104 1                                                                                        |                        |
| 09143                                        |      | Pedrezuela                 | Paseo de la Ermita - Calle del Prado Concejo                           | Paseo de la Ermita Nº30                       | 191 193 196 N104 1                                                                                        |                        |
| 10333                                        |      | El Molar                   | Calle de la Rosaleda - Urbanización Vistasierra                        | Calle de la Rosaleda Nº51                     | 191 193 196 N104                                                                                          |                        |
| 20842                                        |      | El Molar                   | Calle de la Rosaleda - Calle de los Nardos                             | Calle de la Rosaleda Nº17                     | 191 193 196 N104                                                                                          |                        |
| 12690                                        |      | El Molar                   | Calle de la Fuente - Calle del Álamo                                   | Calle de la Fuente Nº23                       | 191 193 193A 194 195 196 197D N104                                                                        |                        |
| 09649                                        |      | El Molar                   | Plaza Mayor - Calle de la Fuente                                       | Plaza Mayor Nº10                              | 191 193 193A 194 195 196 197D N104 VAC-242                                                                |                        |
| 09648                                        |      | El Molar                   | Avenida de España - Calle del Almirante Martel                         | Avenida de España Nº73                        | 191 193 193A 194 195 196 197D N104                                                                        |                        |
| 09834                                        |      | San Agustín del Guadalix   | Avenida de Madrid - Polígono industrial Norte San Agustín del Guadalix | Polígono las Cabezas Nº4                      | 191 193 194 195 196 N104                                                                                  |                        |
| 18362                                        |      | San Agustín del Guadalix   | Avenida de Madrid - Avenida del Alcalde Lorenzo Ginés Brandín          | Avenida de Madrid Nº32                        | 191 193 194 195 196 727 N104                                                                              |                        |
| 06705                                        |      | San Agustín del Guadalix   | Avenida de Madrid - Parque Príncipe Felipe                             | Calle de Féliz Sanz Nº31                      | 191 193 194 195 196 727 N104                                                                              |                        |
| 12098                                        |      | San Agustín del Guadalix   | Avenida de Madrid - Urbanización Residencial Guadalix                  | Avenida de Madrid Nº3                         | 191 193 194 195 196 727 N104                                                                              |                        |
| 11185                                        |      | San Agustín del Guadalix   | Carretera A-1 - Polígono industrial Sur San Agustín del Guadalix       | A-1 km. 31,5                                  | 191 193 194 195 196 N104                                                                                  |                        |
| 10041                                        |      | Colmenar Viejo             | Carretera A-1 - Urbanización Valdelagua                                | A-1 km. 30,5                                  | 191 193 194 195 196 N104                                                                                  |                        |
| 06719                                        |      | San Sebastián de los Reyes | Carretera A-1 - Urbanización Ciudalcampo                               | N-1 km. 27,9                                  | 166 171 191 193 194 195 196 N104                                                                          |                        |
| 06720                                        |      | San Sebastián de los Reyes | Carretera A-1 - Circuito del Jarama                                    | N-1 km. 26                                    | 171 191 193 194 195 196 N104                                                                              |                        |
| 06723                                        |      | San Sebastián de los Reyes | Carretera A-1 - Urbanización Fuente del Fresno                         | N-1 km. 23,4                                  | 166 171 191 193 194 195 196 N104                                                                          |                        |
| 16438                                        |      | San Sebastián de los Reyes | Carretera Antigua de Burgos - Centro Comercial Alegra                  | N-1 km. 19,9                                  | 166 171 180 181 182 183 184 185 191193194195196197210N103 N104                                            |                        |
| 17025                                        |      | San Sebastián de los Reyes | Paseo de Europa - Hospital Infanta Sofía                               | Paseo de Europa Nº11                          | 166 171 180 181 182 183 184 191193194195196197210N103 N104                                                | Hospital Infanta Sofía |
| 10019                                        |      | San Sebastián de los Reyes | Paseo de Europa - Glorieta de Antoni Gaudí                             | Paseo de Europa Nº7                           | 171 180 181 182 183 184 191193194195196197N103 N104                                                       |                        |
| 12422                                        |      | San Sebastián de los Reyes | Paseo de Europa - Avenida de los Montes de Oca                         | Paseo de Europa Nº1                           | 171 180 181 182 183 184 191193194195196197N103 N104                                                       |                        |
| 06751                                        |      | San Sebastián de los Reyes | Paseo de Europa - Parque Picos de Olite                                | Paseo de Europa Nº26                          | 152C 156 161 171 180 181 182 183 184 191 193 194 195 196 197 N102 N103 N104 VAC-2424 5                    |                        |
| 15191                                        |      | San Sebastián de los Reyes | Paseo de Europa - Avenida de España                                    | Paseo de Europa Nº26                          | 152C 156 161 171 180 181 182 183 184 191193194195196197N102 N103 N1044 5                                  |                        |
| 06752                                        |      | Alcobendas                 | Bulevar de Salvador Allende - Calle de Soria                           | Bulevar de Salvador Allende Nº19              | 181 182 183 184 191193194195196197N103 N104VAC-242                                                        |                        |
| 10550                                        |      | Madrid                     | Paseo de la Castellana - Hospital La Paz                               | Paseo de la Castellana Nº296                  | 151 152C 153 154C 155 155B 156 157 157C 159 161 181 182 183 184 185 191193194195196197N101 N102 N103 N104 | Begoña                 |
| 17470                                        |      | Madrid                     | Intercambiador de Plaza de Castilla                                    | Avenida de Asturias Nº2                       | Descenso en las dársenas 38 y 39.                                                                         | Plaza de Castilla      |

1. 1 2 3 4 5 6 7 8 9 10 11 12 13 14 15 16 17 18 19 20 21 22 23 24 25 26 27 28 29 30 31 32 33 34 35 36 37 38 39 40 41 42 43 44 45 46 47 48 49 50 51 52 53 54 55 56 57 58 59 60 61 62 63 64 65 66 67 68 69 70 71 72 73 74  Sólo permite el descenso de viajeros
2. ↑  Técnicamente esta parada se encuentra en el término municipal de Colmenar Viejo, debido a la extensión de terreno que tiene Colmenar Viejo entre San Sebastián de los Reyes y San Agustín del Guadalix. Algunas paradas se encuentran dentro de este terreno y esta parada es una de ellas. La Urbanización Valdelagua pertenece al término municipal de San Agustín del Guadalix.